# 頂級巨星柳白
《頂級巨星柳白》（韓語：톱스타 유백이），為韓國tvN於2018年11月16日起播出的金曜連續劇，由《九數少年》劉鶴贊導演執導，新人編劇聯合執筆。故事講述了一位巨星因為闖下大禍，而被流放至偏遠島嶼－－依舊島，並與當地村民一起度過的治癒故事。
台灣由愛奇藝台灣站、KKTV，自11月17日起播出。

## 演出陣容

### 主要人物
| 演員                    | 角色   | 介紹 |
| 金知碩 （少年：池敏赫） | 柳白   | 外表是一個自以爲是，做什麼都是我行我素，但內心是一個溫暖的人。當被流放於依舊島、並遇見吳江順的日子中，正慢慢改變自己，並逐漸喜歡上江順。             |
| 全昭旻                  | 吳江順 | 是依舊島的原居民，在兩歲的時候被父母拋棄在島，與奶奶一直生活，從未有過離開的想法。後來受東春的委托，要照顧着頂級明星柳白，兩人之間擦出不一樣的火花。 |
| 李相燁                  | 崔馬石 | 與吳江順是從小到大的好朋友，名副其實的青梅竹馬，一直愛慕着江順。 大學時曾是水產系系學會會長。高中時與吳江順同班的班長盧熙媛的初戀。                  |

### 依舊島居民
| 演員   | 角色   | 介紹                                                       |
| 鄭殷杓 | 朴國燮 | 島上生活的居民，東春的爸爸                                 |
| 李雅賢 | 阿瑞拉 | 島上的醫生，20年前曾因為戀愛未注意病患，進而導致醫療延誤。 |
| 李漢偉 | 崔翰峰 | 馬石的爸爸，依舊島里的里長，喜歡喝酒，醉後經常到處睡覺。   |
| 金賢   | 梁芳實 | 馬石的媽媽，依舊島村民，經常擔心馬石未能安全回家。         |
| 藝秀晶 |        | 吳江順的奶奶，是名料理高手。                               |
| 成秉淑 |        | 島上生活的居民。                                           |
| 李世英 |        | 島上生活的居民。                                           |

### 經紀公司方面
| 演員   | 角色   | 介紹                                                                                |
| 許正民 | 南照   | 想要取代柳白的演員，平時對柳白唯唯諾諾。 在柳白被流放到依舊島後，成功取代柳白演戲。 |
| 曹熙奉 | 徐代表 | 經紀公司的代表。                                                                    |
| 金敏碩 | 朴東春 | 經紀公司的經理。                                                                    |

### 特別演出
| 演員                | 角色   | 介紹                                                                                   |
| 林秀香              | 林秀香 | 女明星。                                                                               |
| 洪允和              | 洪允和 | 在警局中被審訊的女子，而審訊過程中巧遇頂級巨星柳白的粉絲。                             |
| 白一燮              |        | 校長。                                                                                 |
| 韓錫俊              |        | 頒獎典禮中的男主持人。                                                                 |
| 姜洪碩              |        | 刑警。                                                                                 |
| 金大柱              | 金大柱 | 韓綜《一日三餐》的作家。邀請柳白參加《一日三餐》，卻遭柳白拒絕。                       |
| 全永祿              | 全永祿 | 吳江順從小到大喜歡的明星/歌手。                                                        |
| 梁世燦              |        | 計程車司機。                                                                           |
| 劉寅娜              |        | 電台DJ。                                                                               |
| 林冬允              |        | 電視劇《大邱先生》的女主角。                                                           |
| 李世榮 （聲音出演） | Sunny  | 柳白家的人工智慧音響。                                                                 |
| 權赫秀              |        | 柳白熟識的造型設計師，替吳江順打扮造型。                                               |
| 南寶拉              | 盧熙媛 | 吳江順就讀大林高中時的班長。現在是江一大醫院醫生，替吳江順奶奶治療。同時初戀是崔馬石。 |
| 尹福仁              |        | 柳白的母親。                                                                           |

## 原聲帶
- Part.1（發行日期：2018年12月21日）

| 曲序 | 曲目                            | 演唱   | 时长 |
| ---- | ------------------------------- | ------ | ---- |
| 1.   | 一切的那瞬間（모든 것 그 순간） | 東宇碩 | 3:22 |
| 2.   | 一切的那瞬間（Inst.）           |        | 3:22 |

- Part.2（發行日期：2018年12月28日）

| 曲序 | 曲目          | 演唱   | 时长 |
| ---- | ------------- | ------ | ---- |
| 1.   | 凌晨（새벽）  | 柳智賢 | 3:45 |
| 2.   | 凌晨（Inst.） |        | 3:45 |

- Part.3（發行日期：2019年1月11日）

| 曲序 | 曲目           | 演唱   |
| ---- | -------------- | ------ |
| 1.   | Dream          | 朴宰正 |
| 2.   | Dream（Inst.） |        |

## 收視率
| 集數       | 播出日期   | AGB收視率        | AGB收視率      |
| 集數       | 播出日期   | 大韓民國（全國） | 首爾（首都圈） |
| ---------- | ---------- | ---------------- | -------------- |
| 1          | 2018/11/16 | 2.829%           | 3.372%         |
| 2          | 2018/11/23 | 2.806%           | 2.733%         |
| 3          | 2018/11/30 | 3.094%           | 3.196%         |
| 4          | 2018/12/07 | 2.846%           | 3.067%         |
| 5          | 2018/12/14 | 2.230%           | 2.067%         |
| 6          | 2018/12/21 | 2.367%           | 2.160%         |
| 7          | 2018/12/28 | 2.038%           | 2.053%         |
| 8          | 2019/01/04 | 2.043%           | 2.072%         |
| 9          | 2019/01/11 | 1.941%           | 2.195%         |
| 10         | 2019/01/18 | 2.048%           | 2.328%         |
| 11         | 2019/01/25 | 2.891%           | 3.010%         |
| 平均收視率 | 平均收視率 | 2.467%           | 2.568%         |

- 收視最低的集數以藍色表示，收視最高的集數以紅色表示，而空格則表示該集的收視沒有相關數據。

## 同期競爭作品
- JTBC 金土連續劇：《第3種魅力》、《Sky Castle》

## 外部連結
- 韓國tvN官方網站[]

| tvN 金曜劇                                  | tvN 金曜劇                                      | tvN 金曜劇 |
| ------------------------------------------- | ----------------------------------------------- | ---------- |
|                                             | 頂級巨星柳白 （2018年11月16日 - 2019年1月25日） |            |
| Big Forest （2018年9月7日 - 2018年11月9日） | 沒禮貌的英愛小姐17 （2019年2月8日 - 2019年5月） |            |